# V. Hegyi Lili
V. Hegyi Lili, Hegyi Lilly, eredeti nevén: Tubai Amália (Dunaharaszti, 1883. június 27. – Kolozsvár, 1967. november 2.) romániai magyar színésznő.

## Életútja
Tubai György és Bonyai Julianna leányaként született. Már 17 éves korában kezdte énektanulmányait Manheit Jakab énekmesternél. Első szerződése Makó Lajos buda-temesvári társulatához kötötte, utána Debrecen, Szeged (5 évig), Pécs színpadain működött mint koloratúr, majd mint szubrett primadonna. 1911-ben Janovics Jenő hívta Kolozsvárra. 1914-ig a kolozsvári Nemzeti Színház primadonnája volt és játszotta az akkor műsoron szereplő operettek majd mindegyikének vezető szerepét. 1915-ben dr. Vértes Oszkár neje lett. Ezután nem vállalt állandó szerződést, csak alkalmi fellépésekkel szerepelt Erdély városaiban. 1920–1924 között Milánóban tanult. 1925-ben áttért az operára. Kiképzését Pfeiffer kolozsvári tanártól, majd Olaszország legjelesebb mestereitől nyerte. Betegsége miatt nem folytathatta tanulmányait és később hangversenyeken lépett fel, amiért a marosvásárhelyi Kemény Zsigmond irodalmi társaság rendes tagsággal ismerte el kulturális érdemeit. Operaműsorában szerepeltek: Tosca, Santuzza (Parasztbecsület), Recha (Zsidónő), Aida, Leonóra (A trubadúr), stb. A kolozsvári Magyar Színházban, a Tháliában, valamint a Kolozsvári Nemzeti Színházban szerepelt 1924-27, illetve 1940–41-ben. 1945-től a kolozsvári színház tagja volt, 1952-ben vonult nyugdíjba.
1905. július 23-án Budapesten, a Ferencvárosban házasságot kötött Krémer Jenő színésszel.